# Öreghavas
Az Öreghavas (románul Muntele Mare) az Erdélyi-szigethegység keleti részén található hegység.

## Földrajza
Nyugatról a  Bihar-hegység, délkeletről a Torockói-hegység, északról a Gyalui-havasok határolja, míg kelet felé fokozatosan megy át az Erdélyi-medencében a Mezőségbe.
Folyói északon a Meleg-Szamos és a Hideg-Szamos, melyek együtt képezik a Kolozsvárt is átszelő Kis-Szamost, délen az Aranyos és mellékágai: a Fehér-víz, a Bisztra, a Podsága, az Aklos és a Jára.
A Járán túl az északkeleti nyúlványa a Sárosbükk (Dealurile Feleacului), itt láthatók Kolozsvártól déli irányban a feleki gömbkövek elnevezésű, a felső miocén korú szarmata rétegekben képződött konkréciók. Délkeleti részén pedig a Tordai-hasadék (Cheile Turzii) a Hesdát-patakkal és a  Túr-koppándi-hasadék (Cheile Tureni) található, melyek beomlott karsztbarlangok.

## Külső hivatkozások
- Erdélyi-szigethegység.lap.hu – Linkgyűjtemény
- Bihar.lap.hu – Linkgyűjtemény
- Az Erdélyi-szigethegység virtuális kapuja